# Alone (canción de Alan Walker)
«Alone» es una canción del productor y  DJ noruego Alan Walker. Incorporando la voz no acreditada proporcionada por la artista de grabación sueca Noonie Bao, se publicó comercialmente para descarga digital el 2 de diciembre de 2016. Una segunda parte, una colaboración con Ava Max titulada «Alone, Pt. II», fue lanzada el 27 de diciembre de 2019. Actualmente «Alone» lleva más de  1,270mil millones y   578 millones de reproducciones en YouTube y Spotify respectivamente.

## Antecedentes
En un comunicado de prensa del 2 de diciembre, Walker mencionó: «Para mí, 'Alone' se trata de cohesión. Un canto que alaba el sentimiento y el consuelo de la solidaridad. Cuando empecé a hacer música, nunca estaba a punto de ser algo en particular, sino de crear algo para otros que pudieran disfrutarlo conmigo. Lo que he experimentado al hacer música y compartirla con otros es impresionante.»

## Vídeo musical
El 2 de diciembre de 2016 se publicó en el canal de YouTube de Walker el lanzamiento del videoclip de «Alone». El 15 de enero de 2019 alcanzó 1.1 mil millones de visitas.
El vídeo musical explora los temas de estar solo, pero rápidamente se convierte en lo que parece ser un esfuerzo grupal de Walkers para reunirse.
La mayor parte del vídeo se filmó en Noruega, centrándose en la ciudad natal de Walker Bergen, e incluyó tomas panorámicas de ciudades cercanas, como Ulriken y Trolltunga en Odda. Algunas partes también se filmaron en lugares prominentes de Europa, como Berlín, Londres y París.
En relación con el lanzamiento de su tercer sencillo oficial, grabó el video musical en la montaña Ulriken a mediados de octubre. Para ello, buscó y utilizó a más de 100 ciudadanos bergenenses para funciones supernumerarias en la producción, realizada por la productora sueca Bror Bror.

## Alone (Restrung)
El 10 de febrero de 2017, Alan Walker publicó una versión acústica de «Alone», llamada «Alone (Restrung)», exactamente un año después de la publicación de Faded (Restrung)".

## Listado de canciones
Descarga Digital

| Digital download |         |          |  |
| N.º              | Título  | Duración |  |
| 1.               | «Alone» | 2:41     |  |

| Digital download |                              |          |  |
| N.º              | Título                       | Duración |  |
| 1.               | «Alone»                      | 2:41     |  |
| 2.               | «Alone» (Instrumental Remix) | 2:58     |  |
| 3.               | «Alone» (Restrung)           | 3:05     |  |

| Digital download – Instrumental Remix |                              |          |  |
| N.º                                   | Título                       | Duración |  |
| 1.                                    | «Alone» (Instrumental Remix) | 2:56     |  |

| Digital download – Remixes |                                  |          |  |
| N.º                        | Título                           | Duración |  |
| 1.                         | «Alone» (Lost Frequencies Remix) | 6:43     |  |
| 2.                         | «Alone» (Alex Arcoleo Remix)     | 4:43     |  |
| 3.                         | «Alone» (George Kwali Remix)     | 4:59     |  |
| 4.                         | «Alone» (Jack Wins Remix)        | 4:16     |  |
| 5.                         | «Alone» (Blazars Remix)          | 5:10     |  |
| 6.                         | «Alone» (Parx Remix)             | 5:47     |  |

## Listas

### Listas semanales
| Listas (2016–17)                       | Mejor posición |
| -------------------------------------- | -------------- |
| Argentina Anglo (Monitor Latino)       | 15             |
| Austria (Ö3 Austria Top 40)            | 1              |
| Bélgica (Flandes) (Ultratop 50)        | 40             |
| República Checa (Rádio Top 100)        | 1              |
| Denmark (Tracklisten)                  | 40             |
| Finlandia (OFC)                        | 1              |
| France (SNEP)                          | 89             |
| Alemania (Media Control AG)            | 4              |
| Germany Dance (Official German Charts) | 2              |
| Hungría (Dance Top 40)                 | 6              |
| Hungría (Rádiós Top 40)                | 8              |
| Hungría (Single Top 40)                | 6              |
| Irlanda (IRMA)                         | 74             |
| Italia (FIMI)                          | 36             |
| Lebanon (Lebanese Top 20)              | 14             |
| Países Bajos (Mega Single Top 100)     | 53             |
| New Zealand Heatseekers (RMNZ)         | 9              |
| Noruega (VG-lista)                     | 1              |
| Philippines (Philippine Hot 100)       | 83             |
| Paraguay (Monitor Latino)              | 11             |
| Polonia (Polish Airplay Top 100)       | 2              |
| Poland (Video Chart)                   | 1              |
| Russia Airplay (Tophit)                | 22             |
| Escocia (Scottish Singles Sales Chart) | 83             |
| Eslovaquia (Rádio Top 100)             | 5              |
| Slovenia (SloTop50)                    | 12             |
| España (Top 100 Canciones)             | 28             |
| Suecia (Sverigetopplistan)             | 2              |
| Suiza (Schweizer Hitparade)            | 2              |
| Estados Unidos (Hot Dance Club Songs)  | 5              |

### Listas de fin de año
| Lista (2017)                      | Posición |
| --------------------------------- | -------- |
| Alemania (Official German Charts) | 62       |
| Austria (Ö3 Austria Top 40)       | 33       |
| Hungría (Rádiós Top 40)           | 52       |
| Hungría (Single Top 40)           | 33       |
| Hungría (Stream Top 40)           | 67       |
| Polonia (ZPAV)                    | 43       |
| Suecia (Sverigetopplistan)        | 63       |
| Suiza (Schweizer Hitparade)       | 8        |

## Certificaciones
| País (Certificador)        | Certificación | Ventas  |
| -------------------------- | ------------- | ------- |
| Alemania (BVMI)            | Platino       | 400 000 |
| Austria (IFPI Austria)     | Platino       | 30 000  |
| Canadá (Music Canada)      | Oro           | 40 000  |
| Dinamarca (IFPI Dinamarca) | Oro           | 45 000  |
| España (PROMUSICAE)        | Oro           | 20 000  |
| Francia (SNEP)             | Oro           | 75 000  |
| Italia (SNEP)              | Platino       | 50 000  |
| México (AMPROFON)          | Platino + Oro | 90,000  |
| Noruega (IPFI Noruega)     | 4x Platino    | 40 000  |
| Polonia (ZPAV)             | Oro           | 10 000  |
| Suecia (GLF)               | 3x Platino    | 120 000 |
| Suiza (IPFI Swiza)         | Platino       | 30 000  |

## Historial de publicaciones
| País           | Fecha                  | Versión            | Formato          | Discográfica | Ref.   |
| -------------- | ---------------------- | ------------------ | ---------------- | ------------ | ------ |
| Estados Unidos | 1 de diciembre de 2016 | Instrumental Remix | Descarga digital | Mer Musikk   | [ 10 ] |
| Estados Unidos | 2 de diciembre de 2016 | Original           | Descarga digital | Mer Musikk   | [ 8 ]  |
| Estados Unidos | 2 de diciembre de 2016 | Single             | Descarga digital | Mer Musikk   | [ 9 ]  |
| Estados Unidos | 3 de marzo de 2017     | Remixes            | Descarga digital | Mer Musikk   | [ 11 ] |